# Tore
|  | For filmen af samme navn, se Tore (film) |
Tore er et drengenavn, der er afledt af navnet Thor. Navnet forekommer også i varianten Thore. Der er ca. 570 personer, der hedder Tore/Thore i Danmark.
Navnet er forholdsvist udbredt i Norge. 
Tore er også den korte form for det italienske navn Salvatore.

## Kendte personer med navnet
- Tore André Flo, norsk fodboldspiller.
- Tore Hund, norsk vikingehøvding.